# O-823
O-823 je lek koji je kanabinoidni derivat sa primenom u naučnim istraživanjima. On je mešoviti agonist/antagonist kanabinoidnog receptora CB1. Drugim rečima on deluje kao antagonist kad se dozira zajedno sa potentnijim CB1 agonistom, dok je slab parcijalni agonist u odsustvu drugog agonist.